# 山谷虎三

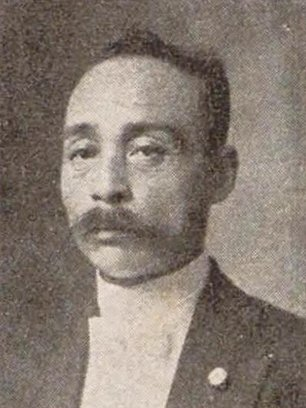
山谷虎三

山谷 虎三（やまや とらぞう、万延元年7月14日（1860年9月1日） - 昭和2年（1927年）1月15日）は、日本の衆議院議員（立憲国民党）。弁護士。

## 経歴
美作国真島郡勝山（現在の真庭市）出身。1882年（明治15年）、明治法律学校（現在の明治大学）を卒業。代言人、弁護士として活動した。勝山町会議員、中国鉄道株式会社支配人、阿哲銀行頭取などを務めた。
1912年（明治45年）、第11回衆議院議員総選挙に出馬し、当選。1916年（大正5年）の補欠選挙でも再選を果たした。

## 著書
- 『日本憲法正解』（1889年、日本書籍）

## 親族
- 山谷徳治郎 - 弟（医師、衆議院議員）妻のますよは美作勝山銀行（のち中国銀行に譲渡）副頭取・河本直一郎（1868-1924）の妹[4][5]。親戚に男爵の日置健太郎（河本の娘の舅）。
- 山谷太郎 - 甥（俳人、日新書院取締役）
- 倉本聰 - 大甥（脚本家、山谷太郎の次男）